# Marcelo Spínola
Marcelo Spínola y Maestre (San Fernando, Cádiz, 14 de enero de 1835-Sevilla, 19 de enero de 1906) fue un clérigo español, obispo de Coria y Málaga y arzobispo de Sevilla. Fue creado cardenal por el papa Pío X. En 1899 fundó El Correo de Andalucía. El papa Juan Pablo II lo beatificó en 1987.

## Biografía
Nació en la localidad de San Fernando, que se encuentra en la bahía de Cádiz. Era hijo de Juan Nepomuceno Spínola y Osorno, V marqués de Spínola. En 1856 se licenció en derecho por la Universidad de Sevilla y estableció su despacho en la ciudad de Huelva. En su despacho asesoró gratuitamente a algunas personas de clase trabajadora. Durante su estancia en Huelva se hizo devoto de la Hermandad del Nazareno de esa ciudad.
Pocos años después trasladó su despacho de abogado a la localidad gaditana de Sanlúcar de Barrameda, porque su padre fue destinado allí como comandante de Marina.
En 1858 ingresó en el seminario de Sevilla y fue ordenado sacerdote el 21 de mayo de 1864. Celebró su primera misa en la Iglesia de San Felipe Neri el 3 de junio, festividad del Sagrado Corazón de Jesús.
Fue nombrado capellán de la Iglesia de la Merced de Sanlúcar, así como padre mayor de la Hermandad de San Pedro y Pan de los Pobres. Esta hermandad estaba dedicada a obras benéficas y tenía su sede en la parroquia de la O sanluqueña.
En 1871 el cardenal Lastra lo nombró párroco de San Lorenzo, en Sevilla, donde permaneció hasta 1879. Durante su estancia en San Lorenzo se integró en las dos cofradías que tenían su sede en esa parroquia: la Hermandad del Gran Poder y la de la Soledad. En 1874 conoció a una feligresa llamada Celia Méndez y Delgado, con la que entabló una amistad.
Celia Méndez había nacido en Fuentes de Andalucía en 1844. Había contraído matrimonio a los 17 años con Paulino Fernández de Córdoba, marqués de la Puebla de Obando, y había quedado viuda a los 30. Un par de meses después de enviudar conoció a Marcelo Spínola.
En 1879 el arzobispo Joaquín Lluch lo nombra canónigo de la catedral de Santa María de la Sede de Sevilla. En 1881 el papa León XIII lo nombró obispo auxiliar de Sevilla.

### Obispo, arzobispo y cardenal
En 1884 el papa León XIII le nombra obispo de la diócesis de Coria. Se hizo cargo de la sede a partir de marzo de 1885 y tomó el lema Todo lo puedo en Él (en latín Omnia possum in eo). 
En la localidad cacereña de Coria fundó junto con Celia Méndez y Delgado la Congregación de Esclavas Concepcionistas del Divino Corazón el 26 de julio de 1885. Esta congregación consideraba que María había sido la primera "esclava" de Dios, y que había que honrar su espíritu divulgando la palabra cristiana. Esta congregación tiene colegios que abarcan todo el rango educativo repartidos por toda España y en otros países como Italia, Angola, Brasil, Argentina, Ecuador, Paraguay, Venezuela, Filipinas y Japón.
En septiembre de 1886 el papa León XIII lo nombró obispo de Málaga. Allí se topó con una provincia económicamente deprimida y tomó partido por la mejora de las circunstancias laborales de los trabajadores. Este sentimiento de que la Iglesia se había distanciado de los más pobres y que debía renovar su compromiso fue redactado poco después en la encíclica Rerum novarum del papa León XIII. Marcelo abrió un comedor gratuito, un hogar para los sin techo y fomentó que los salesianos se instalaran en Málaga.
En 1896 fue nombrado arzobispo de Sevilla por el papa León XIII. Durante un tiempo no se consideró digno del cargo y pensó en renunciar, pero su amigo, el cardenal Della Chiesa (futuro papa Benedicto XV), le convenció para continuar con su labor.
Fue designado senador por la provincia de Granada y ejerció como tal desde 1891 a 1895. Posteriormente, fue designado senador por derecho propio en 1899, ejerciendo como tal desde ese año hasta 1906. También le fue concedida la gran cruz de la Orden de Isabel la Católica.
Mostró un gran compromiso con la prensa católica (apodada como Buena Prensa en Europa desde el siglo XIX). En 1899 creó un periódico sobre temas generales llamado El Correo de Andalucía.
En 1903 favoreció la firma de un documento para la concordia entre las hermandades de la Macarena y el Gran Poder, que se encontraban enfrentadas. Desde 2003, en recuerdo de este gesto, la Basílica del Gran Poder luce una imagen de Marcelo Spínola realizada por José Antonio Navarro Arteaga.
El 11 de diciembre de 1905, Pío X le creó cardenal. A los pocos días, llegó a Sevilla el legado pontificio que le impuso el solideo. El 31 de diciembre, en Madrid, el rey Alfonso XIII le colocó la birreta. Spínola, flaco y decaído, sufrió de ese vaivén de ir y venir en tren a Madrid. El 12 de enero de 1906, debió volver a la corte para asistir a la boda de la infanta María Teresa, hermana del rey. De vuelta a Sevilla el 13 de enero, Spínola acudió al santuario de la Virgen de Regla en Chipiona para la bendición de la nueva iglesia. Murió en Sevilla unos días después, el 19 de enero, y fue enterrado en un sepulcro con su efigie en mármol en la catedral de Santa María de la Sede.

## Beatificación
El papa Juan Pablo II, en su visita a ciudad de Sevilla, el 5 de noviembre de 1982, oró ante su sepulcro. Fue beatificado por Juan Pablo II en Roma el 29 de marzo de 1987.

## Distinciones honoríficas
- Caballero Gran Cruz de la Orden de Isabel la Católica